# Ptákoviny
Pořad Ptákoviny začala vysílat TV Nova 12. února 1994, první moderátoři byli Petr Rychlý a Bára Štěpánová. Ty v roce 1995 vystřídali Pavel a Lucie Zedníčkovi, posledním moderátorem pořadu byl Martin Dejdar. Pořad se přestal vysílat v roce 2000.

## Princip
V pořadu se divákům ukazují různé nachytávky lidí na ulici, v obchodech, a jinde. Do pořadu si moderátoři pozvou i hosty, většinou herce a komiky. Zpočátku nachytávali lidi moderátoři, a však později nachytávky prováděli komparzisté.
Mezi hosty byli:
Helena Růžičková, Jiřina Bohdalová, Slávek Bour, Pavel Kožíšek, Ondřej Havelka, Luděk Sobota,  Petr Nárožný, Josef Dvořák, Eva Tauchenová, Marcel Vašinka, Oldřich Kaiser.